# Ticona
Ticona war ein internationaler Hersteller von technischen Kunststoffen. Im Jahr 2013 wurde das bis dahin unabhängige Unternehmen unter der Dachmarke des Mutterkonzerns Celanese als Geschäftsbereich eingegliedert.  Die Produktionsanlagen befinden sich im Industriepark Höchst in Frankfurt am Main, das Commercial Center in Sulzbach (Taunus) im Main-Taunus-Kreis. Bis 2011 war Ticona in Kelsterbach im Kreis Groß-Gerau ansässig. Wegen des Baus der neuen Nordwestlandebahn am Frankfurter Flughafen musste der alte Standort aufgegeben werden.

## Geschichte

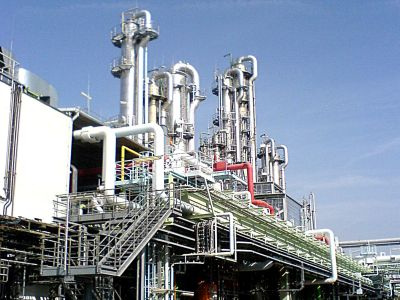
Monomerbetrieb bei Ticona

Das Werk Kelsterbach wurde 1961 als ein Joint-Venture der Celanese Corporation of America, und der in Frankfurt am Main ansässigen Hoechst AG gegründet. Nach der Fusion der Hoechst AG mit dem französischen Pharma-Konzern Rhône-Poulenc 1999 zu Aventis (heute: Sanofi), wurde die Ticona GmbH als eigenständiges Unternehmen in Celanese eingegliedert.
Das Hauptgeschäft von Ticona war seit der Gründung 1961 die Produktion von Hostaform, einem Acetalpolymer. Hierbei handelt es sich um einen Hochleistungskunststoff für technische Anwendungen.
Mit Wirkung vom 1. Januar 2006 wurde der Geschäftsbereich Topas, der Cyclo-Olefin-Copolymere (COC) herstellt und vertreibt, an die japanischen Firmen Daicel und Polyplastics verkauft und in das neue Unternehmen Topas Advanced Polymers ausgegliedert. Polyplastics selbst ist ein Joint Venture von Daicel und Ticona.
Ticona hielt auch Beteiligungen an den Unternehmen Fortron Industries, die eine der größten Polyphenylensulfid-Produktionsstätten in Wilmington (USA) betreiben, sowie PTM Engineering Plastics in Nantong (China).
Mit Übernahme der FACT Future Composites Technology GmbH 2010 durch Celanese bündelte Ticona das Geschäft mit langfaserverstärkten Thermoplasten in der neugegründeten Celstran GmbH. Ebenfalls 2010 übernahm Ticona die Produktlinien Zenite LCP und Thermx PCT des Herstellers DuPont Performance Polymers.

### Ansichten des ehemaligen Werksgeländes in Kelsterbach

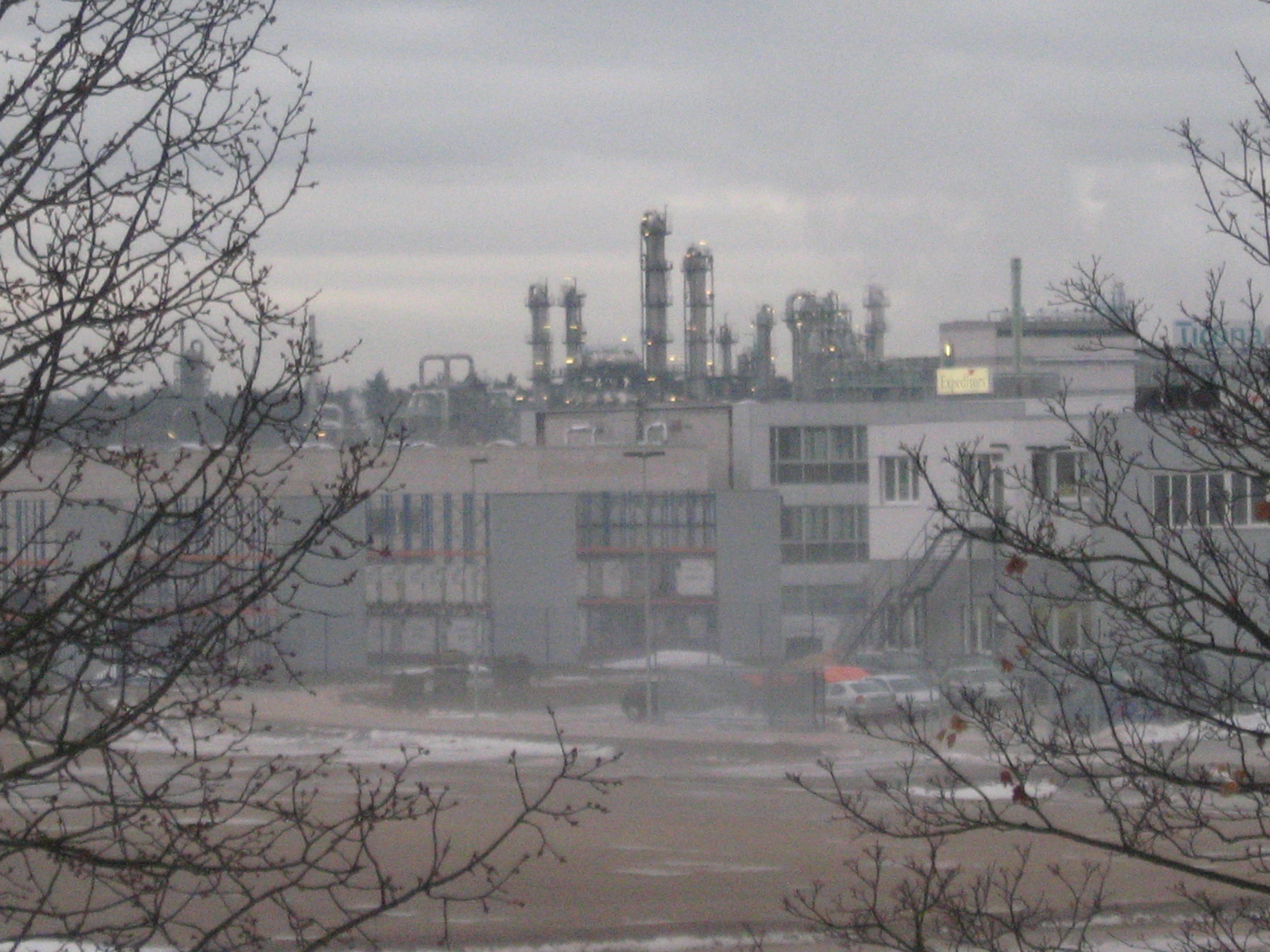
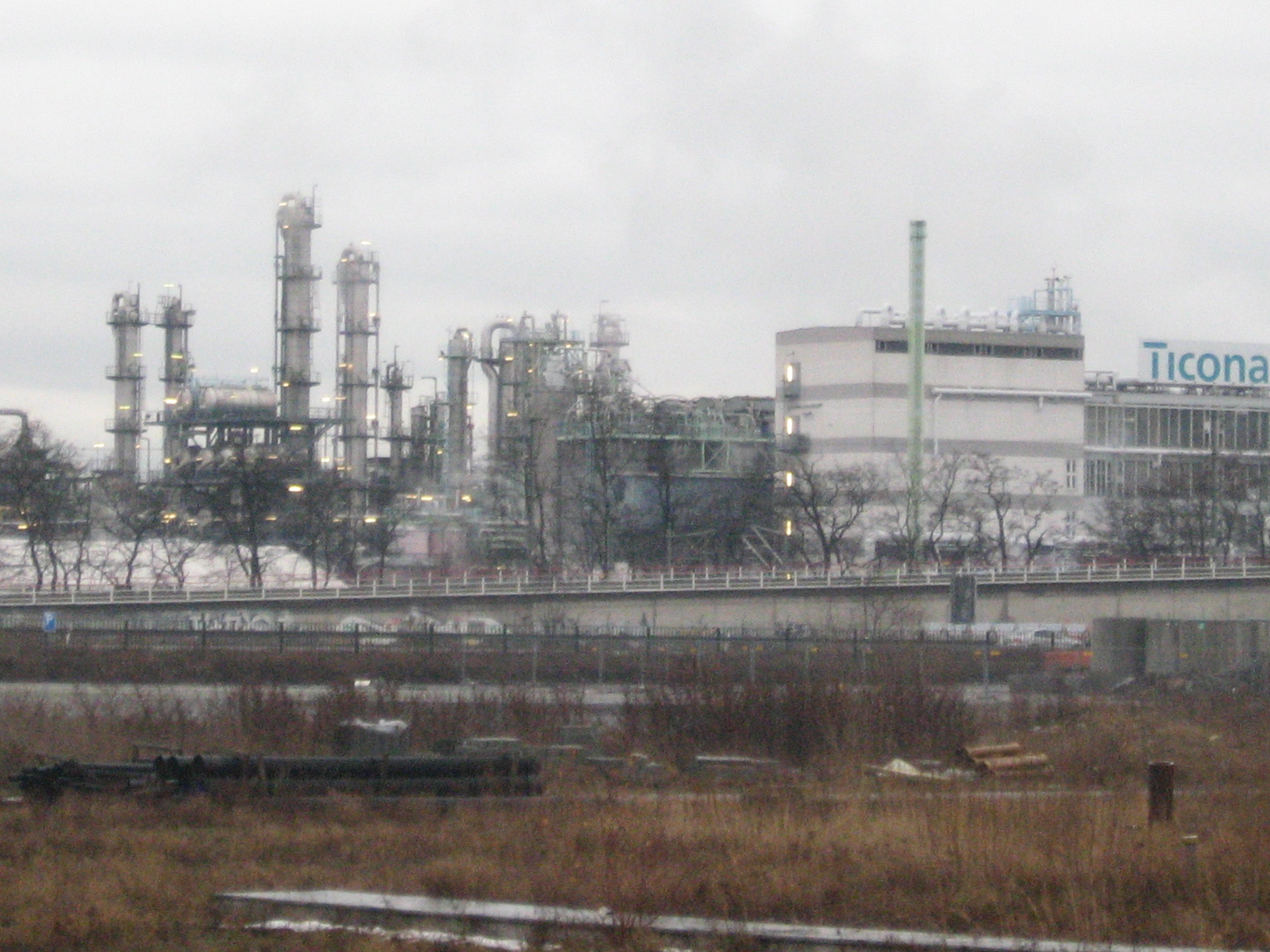
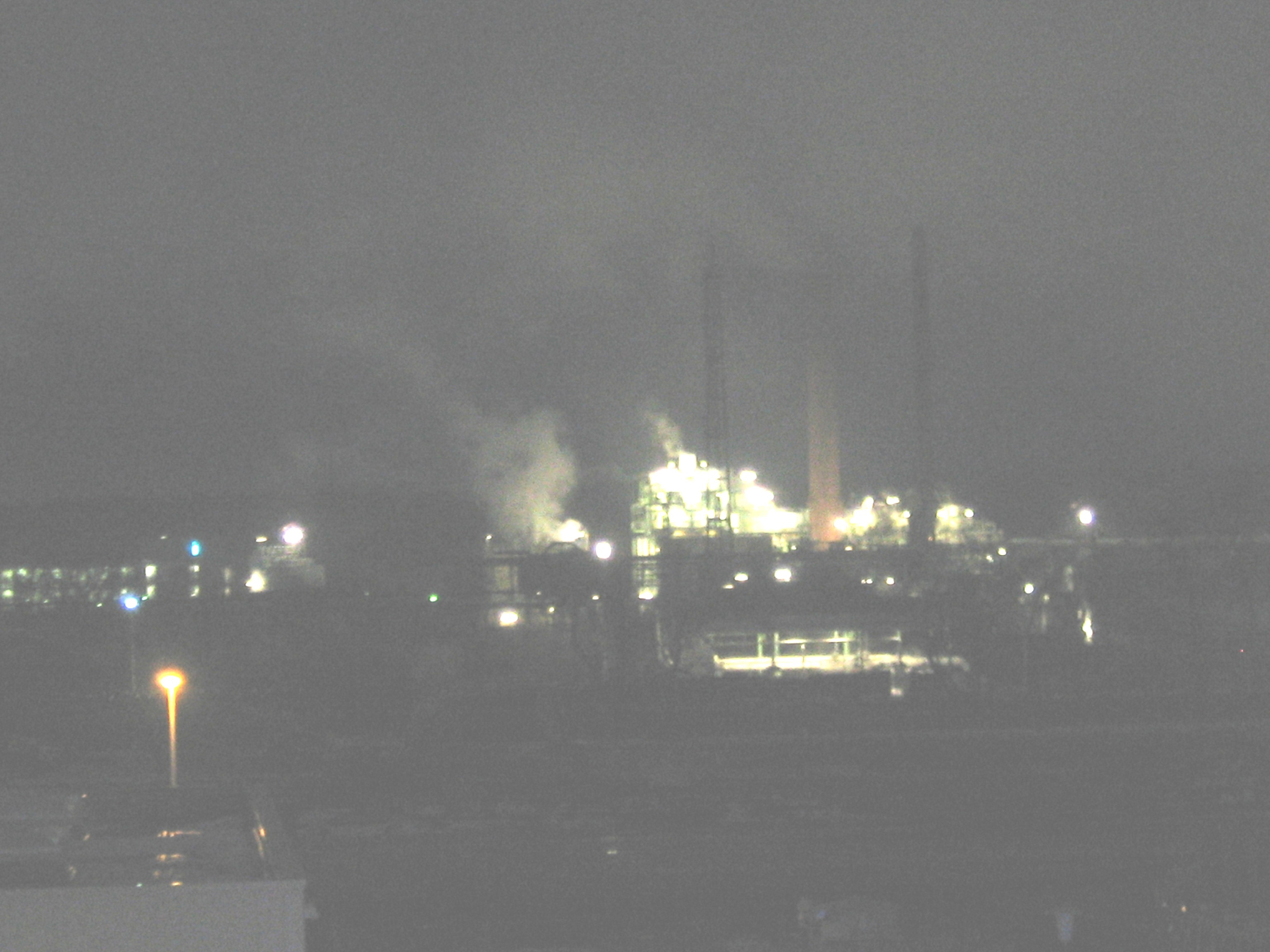

Koordinaten des ehemaligen Werksgeländes in Kelsterbach: 50° 1′ 49,2″ N, 8° 29′ 8,4″ O

## Produkte
Ticona hat verschiedene technische Kunststoffe angeboten:
- Polyacetal: Celcon, Hostaform und Duracon (POM)
- Flüssigkristallpolymer: Vectra, Zenite
- Langfaserverstärkte Thermoplaste: Celstran, Compel, FACTOR, Pryltex
- Polyphenylensulfid: Fortron (PPS)
- Thermoplastische Polyester: Celanex, Duranex (Polybutylenterephthalat), Impet PET, Riteflex TPE-E, Vandar Polyester-Blend, Thermx (PCT)
- Ultrahochmolekulares Polyethylen GUR (PE-UHMW)

## Standorte
Das Geschäft unterhält Standorte in Europa, Nord- und Südamerika sowie in Asien:
- Frankfurt-Höchst, Deutschland
- Kaiserslautern, Deutschland
- Oberhausen, Deutschland
- Auburn Hills, USA
- Wilmington, USA
- Shelby, USA
- Bishop, USA
- Florence, USA
- Winona, USA
- Suzano, Brasilien
- Nanjing, China
- Shanghai, China